# Tercer período legislativo de la Asamblea Nacional del Ecuador
El tercer período legislativo de la Asamblea Nacional del Ecuador estuvo conformado por los asambleístas nacionales, provinciales, distritales y del exterior e inició sus funciones el 14 de mayo de 2017 y finalizó el 13 de mayo de 2021. Los 137 asambleístas del tercer período legislativo fueron elegidos en las elecciones de febrero de 2017.

## Escaños por partido
Las elecciones legislativas de Ecuador de 2017 se celebraron el 19 de febrero de ese año para la elección de los 137 asambleístas que conforman la tercera Asamblea Nacional del Ecuador para el período 2017-2021.

### Composición original
| Lista | Lista | Partido / Movimiento | Asam. |
| ----- | ----- | --- | ----- |
| 35    |       | Alianza PAIS, Patria Altiva i Soberana (PAIS)                                                                                                 | 74    |
| 21 23 |       | Movimiento CREO (CREO) Movimiento SUMA (SUMA)                                                                                                 | 34    |
| 6     |       | Partido Social Cristiano (PSC) | 15    |
| 18    |       | Movimiento de Unidad Plurinacional Pachakutik (MUPP)                                                                                          | 4     |
| 12    |       | Izquierda Democrática (ID) | 4     |
| 3     |       | Partido Sociedad Patriótica 21 de Enero (PSP)                                                                                                 | 2     |
| 10    |       | Partido Fuerza EC (FE) | 1     |
|       |       | Movimientos Provinciales - Movimiento Social Conservador - Unidos por Pastaza - Movimiento Peninsular Creyendo en Nuestra Gente (Santa Elena) | 3     |
| Total | Total | Total | 137   |

Fuente:

### Composición final
| Lista          | Lista                                     | Partido / Movimiento                                                | Asam. |
| -------------- | ----------------------------------------- | ------------------------------------------------------------------- | ----- |
| 5              |                                           | Fuerza Compromiso Social                                            | 31    |
| 35             |                                           | Alianza PAIS, Patria Altiva i Soberana (PAIS)                       | 30    |
| 21             |                                           | Movimiento CREO (CREO)                                              | 18    |
| 6              |                                           | Partido Social Cristiano (PSC)                                      | 17    |
| 23             |                                           | Movimiento SUMA (SUMA)                                              | 5     |
| 18             |                                           | Movimiento de Unidad Plurinacional Pachakutik (MUPP)                | 5     |
| 12             |                                           | Izquierda Democrática (ID)                                          | 3     |
| 23             |                                           | Movimiento Construye (MC25)                                         | 2     |
| 33             | Movimiento Nacional Juntos Podemos (MNJP) | Movimiento Nacional Juntos Podemos (MNJP)                           | 2     |
| 17             |                                           | Partido Socialista Ecuatoriano (PSE)                                | 1     |
| 3              |                                           | Partido Sociedad Patriótica 21 de Enero (PSP)                       | 1     |
| Independientes | Independientes                            | Independientes                                                      | 20    |
|                |                                           | Movimientos Provinciales - Unidos por Pastaza - Cambio (Chimborazo) | 2     |
| Total          | Total                                     | Total                                                               | 137   |

## Consejo de Administración Legislativa y Autoridades de Comisiones Legislativas
La Asamblea Nacional tiene un Consejo de Administración Legislativa (CAL), que dirige el parlamento, este consejo está conformado por el presidente, 2 Vicepresidentes, y 4 vocales. Los miembros del CAL se eligen de entre los asambleístas cada 2 años, la primera elección será en la instalación de la Asamblea, el 14 de mayo de 2017, la segunda será en 2019.
Generalmente las 4 vocalías del CAL se asignan según la mayoría según cada bancada legislativa, la primera vocalía corresponde al partido más votado, la segunda al partido que le siga en votación y así sucesivamente, sin embargo depende del Pleno de la Asamblea la designación de las mismas, pero necesitando ser los candidatos parte de una bancada. Para la Presidencia y Vicepresidencias se puede elegir a cualquier asambleísta.

### Bienio 2017 - 2019

#### Consejo de Administración Legislativa
| Cargo                   | 2017 - 2019            | 2017 - 2019            | 2017 - 2019                 | 2017 - 2019            | 2017 - 2019            | Período             | Período                 |
| Cargo                   | Asambleísta            | Asambleísta            | Asambleísta                 | Bancada                | Partido                | Inicio              | Fin                     |
| ----------------------- | ---------------------- | ---------------------- | --------------------------- | ---------------------- | ---------------------- | ------------------- | ----------------------- |
| Presidencia             |                        |                        | José Serrano Salgado        | PAIS                   | PAIS                   | 14 de mayo de 2017  | 9 de marzo de 2018      |
| Presidencia             |                        |                        | Elizabeth Cabezas Guerrero  | PAIS                   | PAIS                   | 14 de marzo de 2018 | 14 de mayo de 2019      |
| Primera Vicepresidencia |                        |                        | Viviana Bonilla Salcedo     | PAIS                   | PAIS                   | 14 de mayo de 2017  | 14 de mayo de 2019      |
| Primera Vicepresidencia |                        | Revolución Ciudadana   | Viviana Bonilla Salcedo     | Ind.                   |                        | 14 de mayo de 2017  | 14 de mayo de 2019      |
| Segunda Vicepresidencia |                        |                        | Carlos Bergmann Reyna       | Aliados PAIS           | UP                     | 14 de mayo de 2017  | 14 de mayo de 2019      |
| Primera Vocalía         |                        |                        | Soledad Buendía Herdoiza    | PAIS                   | PAIS                   | 14 de mayo de 2017  | 14 de mayo de 2019      |
| Primera Vocalía         |                        | Revolución Ciudadana   | Soledad Buendía Herdoiza    | FCS                    |                        | 14 de mayo de 2017  | 14 de mayo de 2019      |
| Segunda Vocalía         |                        |                        | Verónica Arias Fernández    | Aliados PAIS           | ARE                    | 14 de mayo de 2017  | 14 de mayo de 2019      |
| Segunda Vocalía         | Revolución Ciudadana   |                        | Verónica Arias Fernández    |                        | ARE                    | 14 de mayo de 2017  | 14 de mayo de 2019      |
| Tercera Vocalía         |                        |                        | Luis Fernando Torres Torres | Cambio Positivo        | PSC/TC                 | 14 de mayo de 2017  | 19 de diciembre de 2018 |
| Tercera Vocalía         |                        |                        | Cristina Reyes Hidalgo      | Cambio Positivo        | PSC                    | 8 de enero de 2019  | 14 de mayo de 2019      |
| Cuarta Vocalía          |                        |                        | Patricio Donoso Chiriboga   | Unidad por el Cambio   | CREO                   | 14 de mayo de 2017  | 14 de mayo de 2019      |
| Secretaria General      | Libia Rivas Ordóñez    | Libia Rivas Ordóñez    | Libia Rivas Ordóñez         | Libia Rivas Ordóñez    | Libia Rivas Ordóñez    | 14 de mayo de 2017  | 9 de marzo de 2018      |
| Secretaria General      | María Belén Rocha Díaz | María Belén Rocha Díaz | María Belén Rocha Díaz      | María Belén Rocha Díaz | María Belén Rocha Díaz | 22 de marzo de 2018 | 14 de mayo de 2019      |
| Prosecretaria General   | Diego Torres Saldaña   | Diego Torres Saldaña   | Diego Torres Saldaña        | Diego Torres Saldaña   | Diego Torres Saldaña   | 14 de mayo de 2017  | 9 de marzo de 2018      |
| Prosecretaria General   | Gonzalo Armas Medina   | Gonzalo Armas Medina   | Gonzalo Armas Medina        | Gonzalo Armas Medina   | Gonzalo Armas Medina   | 22 de marzo de 2018 | 14 de mayo de 2019      |

#### Autoridades de las Comisiones Legislativas
| Comisiones Permanentes                                                          | Presidente | Presidente         | Presidente | Presidente | Vicepresidente  | Vicepresidente        | Vicepresidente | Vicepresidente |
| Comisiones Permanentes                                                          | Nombre     | Nombre             | Bancada    | Partido    | Nombre          | Nombre                | Bancada        | Partido        |
| ------------------------------------------------------------------------------- | ---------- | ------------------ | ---------- | ---------- | --------------- | --------------------- | -------------- | -------------- |
| Justicia y Estructura del Estado                                                |            | Marcela Aguiñaga   | RC         | FCS        |                 | Franklin Samaniego    | RC             | FCS            |
| Derechos de los Trabajadores y la Seguridad Social                              |            | Liliana Durán      | RC         | FCS        |                 | Julio César Quiñónez  | PAIS           | PAIS           |
| Régimen Económico y Tributario y su Regulación y Contro                         |            | Pabel Muñoz        | RC         | FCS        |                 | Mariano Zambrano      | Aliados        | UP             |
| Fiscalización y Control Político                                                |            | María José Carrión | PAIS       | PAIS       |                 | Kharla Chávez         | PAIS           | PAIS           |
| Desarrollo Económico, Productivo y la Microempresa                              |            | Esteban Albornoz   | PAIS       | PAIS       |                 | Michel Doumet         | PAIS           | PAIS           |
| Soberanía, Integración, Relaciones Internacionales y Seguridad Integral         |            | Doris Solíz        | RC         | FCS        |                 | Esther Cuesta         | RC             | FCS            |
| Soberanía, Integración, Relaciones Internacionales y Seguridad Integral         |            | Esther Cuesta      | RC         | FCS        |                 | Ana Belén Marín       | PAIS           | PAIS           |
| Biodiversidad y Recursos Naturales                                              |            | Johanna Cedeño     | PAIS       | PAIS       |                 | Yofre Poma            | BADI           | Ind.           |
| Soberanía Alimentaria y Desarrollo Agropecuario y Pesquero                      |            | Ricardo Zambrano   | Aliados    | PAIS       |                 | Verónica Guevara      | RC             | FCS            |
| Soberanía Alimentaria y Desarrollo Agropecuario y Pesquero                      |            | Lenin Plaza        | PAIS       | PAIS       |                 | Verónica Guevara      | RC             | FCS            |
| Gobiernos Autónomos, Descentralización, Competencias y Organización Territorial |            | Montgómery Sánchez | Aliados    | MAR        |                 | Sonia Palacios        | PAIS           | PAIS           |
| Gobiernos Autónomos, Descentralización, Competencias y Organización Territorial |            | Rubén Bustamante   | Aliados    | PAIS       |                 | Javier Cadena         | CP             | MSCC           |
| Educación, Cultura, Ciencia y Tecnología                                        |            | Augusto Espinosa   | RC         | FCS        |                 | Silvia Salgado        | Aliados        | PSE            |
| Derecho a la Salud                                                              |            | William Garzón     | PAIS       | PAIS       |                 | Jorge Yunda           | PAIS           | PAIS           |
| Derecho a la Salud                                                              |            | William Garzón     | PAIS       | PAIS       | Ángel Sinmaleza | Ind.                  | SUMA           |                |
| Participación Ciudadana y Control Social                                        |            | Héctor Yépez       | UPC        | CREO       |                 | Ángel Gende           | BIN            | AT             |
| Derechos Colectivos Comunitarios y la Interculturalidad                         |            | Jorge Corozo       | Aliados    | MUPP       |                 | Marcela Holguín       | RC             | FCS            |
| Comisiones Ocasionales                                                          |            |                    |            |            |                 |                       |                |                |
| AAMPETRA                                                                        |            | Silvia Salgado     | Aliados    | PSE        |                 | Norma Vallejo         | PAIS           | PAIS           |
| Tratamiento de la Ley contra la Violencia a la Mujer                            |            | Mónica Alemán      | RC         | FCS        |                 | Juan Cristóbal Lloret | RC             | FCS            |
| Seguimiento de la Ley de Transporte Terrestre, Tránsito y Seguridad Vial        |            | Elizabeth Cabezas  | PAIS       | PAIS       |                 | Alberto Arias         | PAIS           | PAIS           |
| Seguimiento de la Ley de Transporte Terrestre, Tránsito y Seguridad Vial        |            | Fafo Gavilanes     | Aliados    | PAIS       |                 | Fabricio Villamar     | UPC            | CREO           |
| Atención a casos de personas desaparecidas                                      |            | Absolón Campoverde | UPC        | CREO       |                 | Mauricio Zambrano     | RC             | FCS            |
| Tratamiento de las leyes de las preguntas 3 y 6 de la Consulta Popular de 2018  |            | Daniel Mendoza     | Aliados    | UP         |                 | César Litardo         | PAIS           | PAIS           |
| Seguridad Fronteriza                                                            |            | Juan Carlos Yar    | PAIS       | PAIS       |                 | Carmen Rivadeneira    | RC             | FCS            |
| Cumplimiento de las obligaciones del Estado con los Jubilados                   |            | Norma Vallejo      | PAIS       | PAIS       |                 | Homero Castanier      | UPC            | CREO           |
| Cumplimiento de las obligaciones del Estado con los Jubilados                   |            | Homero Castanier   | UPC        | CREO       |                 | Washington Paredes    | BADI           | Ind.           |
| Análisis de toda la documentación relacionada con la muerte de Jorge Gabela     |            | César Litardo      | PAIS       | PAIS       |                 | Ángel Gende           | BIN            | AT             |
| Atención a Temas y Normas sobre Niñez y Adolescencia                            |            | Encarnación Duchi  | BIN        | MUPP       |                 | Franklin Samaniego    | RC             | FCS            |

Fuente:

### Bienio 2019 - 2021

#### Consejo de Administración Legislativa
| Cargo                   | 2019 - 2021          | 2019 - 2021          | 2019 - 2021               | 2019 - 2021          | 2019 - 2021          | Período               | Período            |
| Cargo                   | Asambleísta          | Asambleísta          | Asambleísta               | Bancada              | Partido              | Inicio                | Fin                |
| ----------------------- | -------------------- | -------------------- | ------------------------- | -------------------- | -------------------- | --------------------- | ------------------ |
| Presidencia             |                      |                      | César Litardo Caicedo     | PAIS                 | PAIS                 | 14 de mayo de 2019    | 13 de mayo de 2021 |
| Primera Vicepresidencia |                      |                      | César Solórzano Sarria    | Integración Nacional | PSP                  | 14 de mayo de 2019    | 13 de mayo de 2021 |
| Segunda Vicepresidencia |                      |                      | Patricio Donoso Chiriboga | Unidad por el Cambio | CREO                 | 14 de mayo de 2019    | 13 de mayo de 2021 |
| Primera Vocalía         |                      |                      | Ana Belén Marín Aguirre   | PAIS                 | PAIS                 | 14 de mayo de 2019    | 13 de mayo de 2021 |
| Segunda Vocalía         |                      |                      | Carlos Cambala Montece    | Aliados PAIS         | FLC                  | 14 de mayo de 2019    | 13 de mayo de 2021 |
| Tercera Vocalía         |                      |                      | Cristina Reyes Hidalgo    | Cambio Positivo      | PSC                  | 14 de mayo de 2019    | 13 de mayo de 2021 |
| Cuarta Vocalía          |                      |                      | Rina Campain Brambilla    | Unidad por el Cambio | CREO                 | 14 de mayo de 2019    | 13 de mayo de 2021 |
| Secretaria General      | Javier Rubio Duque   | Javier Rubio Duque   | Javier Rubio Duque        | Javier Rubio Duque   | Javier Rubio Duque   | 28 de octubre de 2020 | 13 de mayo de 2021 |
| Prosecretaria General   | Pablo Ricaurte Ortiz | Pablo Ricaurte Ortiz | Pablo Ricaurte Ortiz      | Pablo Ricaurte Ortiz | Pablo Ricaurte Ortiz | 28 de octubre de 2020 | 13 de mayo de 2021 |

#### Autoridades de las Comisiones Legislativas
| Comisiones Permanentes                                                          | Presidente | Presidente               | Presidente | Presidente | Vicepresidente | Vicepresidente    | Vicepresidente | Vicepresidente |
| Comisiones Permanentes                                                          | Nombre     | Nombre                   | Bancada    | Partido    | Nombre         | Nombre            | Bancada        | Partido        |
| ------------------------------------------------------------------------------- | ---------- | ------------------------ | ---------- | ---------- | -------------- | ----------------- | -------------- | -------------- |
| Justicia y Estructura del Estado                                                |            | Ximena Peña              | PAIS       | PAIS       |                | Kharla Chávez     | PAIS           | PAIS           |
| Justicia y Estructura del Estado                                                |            | José Serrano             | PAIS       | PAIS       |                | Kharla Chávez     | PAIS           | PAIS           |
| Derechos de los Trabajadores y la Seguridad Social                              |            | María José Carrión       | PAIS       | PAIS       |                | Karina Arteaga    | PAIS           | PAIS           |
| Derechos de los Trabajadores y la Seguridad Social                              |            | Karina Arteaga           | PAIS       | PAIS       |                | Vicente Taiano B. | CP             | PSC            |
| Régimen Económico y Tributario y su Regulación y Contro                         |            | Daniel Mendoza           | Aliados    | UP         |                | Franco Romero     | BADI           | Ind.           |
| Fiscalización y Control Político                                                |            | Johanna Cedeño           | PAIS       | PAIS       |                | Eliseo Azuero     | BADI           | Ind.           |
| Fiscalización y Control Político                                                |            | Elio Peña                | BIN        | MUPP       |                | Noralma Zambrano  | PAIS           | PAIS           |
| Desarrollo Económico, Productivo y la Microempresa                              |            | Esteban Albornoz         | Aliados    | PAIS       |                | Homero Castanier  | UPC            | CREO           |
| Soberanía, Integración, Relaciones Internacionales y Seguridad Integral         |            | Francisco Flores Vásquez | UPC        | CREO       |                | René Yandún       | BIN            | IDC            |
| Biodiversidad y Recursos Naturales                                              |            | Alberto Zambrano         | Aliados    | PAIS       |                | Fredy Alarcón     | BADI           | Ind.           |
| Soberanía Alimentaria y Desarrollo Agropecuario y Pesquero                      |            | Lenin Plaza              | PAIS       | PAIS       |                | Tanlly Vera       | UPC            | CREO           |
| Gobiernos Autónomos, Descentralización, Competencias y Organización Territorial |            | Héctor Yépez             | UPC        | CREO       |                | Wilma Andrade     | BIN            | ID             |
| Educación, Cultura, Ciencia y Tecnología                                        |            | Jimmy Candell            | BIN        | MPCG       |                | Jeannine Cruz     | UPC            | CREO           |
| Derecho a la Salud                                                              |            | William Garzón           | PAIS       | PAIS       |                | Michel Doumet     | PAIS           | PAIS           |
| Participación Ciudadana y Control Social                                        |            | Raúl Tello               | BADI       | UPP        |                | Ramón Terán       | CP             | PSC            |
| Derechos Colectivos Comunitarios y la Interculturalidad                         |            | Jaime Olivo              | BIN        | MUPP       |                | Jorge Corozo      | Aliados        | MUPP           |
| Comité de Ética                                                                 |            | Fernando Callejas        | UPC        | CREO       |                |                   |                |                |
| Comisiones Ocasionales                                                          |            |                          |            |            |                |                   |                |                |
| Tratamiento de las enmiendas constitucionales                                   |            | Elizabeth Cabezas        | PAIS       | PAIS       |                | Wilma Andrade     | BIN            | ID             |
| Investigación de los hechos sucedidos durante el paro nacional del 2019         |            | Fernando Burbano         | BADI       | JP         |                | Jaime Olivo       | BIN            | MUPP           |

Fuente:

## Bancadas legislativas
Las bancadas legislativas, también conocidas como bloques, son las agrupaciones políticas oficiales dentro de la Asamblea, con derecho a formar parte del CAL y a tener autoridades dentro de las diferentes comisiones legislativas, siendo necesario tener como mínimo un 10% de los asambleístas totales para poder ser conformadas. 
| Bancada                                      | Bancada                               | Partidos / Movimientos |
| -------------------------------------------- | ------------------------------------- | --- |
|                                              | Bancada PAIS (PAIS)                   | Movimiento Alianza PAIS, Patria Altiva I Soberana |
| Logo del Movimiento Político Ecuatoriano ARE | Bancada Aliados de PAIS (Aliados)     | Movimientos aliados con PAIS - Partido Socialista Ecuatoriano - Pachakutik (Chimborazo) - Movimiento Provincial Frente de Lucha Ciudadana (Santa Elena) - Unidad Primero (Manabí) - Movimiento Autonómico Regional (El Oro) - Movimiento del Pueblo (Orellana) - Acción Regional por la Equidad (Loja / 2017)                                         |
|                                              | Bancada Unidad por el Cambio (UPC)    | Movimiento CREO, Creando Oportunidades Alianzas provinciales con CREO - Amauta Yuyay (Chimborazo) - Participa (Azuay / 2017) - Movimiento SUMA, Sociedad Unidad Más Acción (2017) |
|                                              | Bancada Cambio Positivo (CP)          | Partido Social Cristiano Alianzas provinciales con PSC - Movimiento Cívico Madera de Guerrero (Guayas) - Movimiento Social Conservador (Carchi) - Tiempo de Cambio (Tungurahua) |
|                                              | Bancada de Integración Nacional (BIN) | Izquierda Democrática Movimiento de Unidad Plurinacional Pachakutik Partido Sociedad Patriótica 21 de Enero Partido Fuerza EC (2017 - 2019) Unidos por Pastaza (Pastaza / 2017 - 2019) Movimiento Provincial Creyendo en Nuestra Gente (Santa Elena) Alianza Tsáchila (Santo Domingo) Cambio (Chimborazo) Integración Democrática del Carchi (Carchi) |

Fuente:

### Bloques compuestos posteriormente
Se formaron varios grupos parlamentarios adicionales durante el trascurso del este período legislativo por rupturas dentro de las bancadas.
| Bloques                                      | Bloques                                           | Partidos / Movimientos                                                                                             |
| -------------------------------------------- | ------------------------------------------------- | --- |
| Logo del Movimiento Político Ecuatoriano ARE | Revolución Ciudadana (RC)                         | Fuerza Compromiso Social Acción Regional por la Equidad (Loja)                                                     |
|                                              | Bloque de Acción Democrática Independiente (BADI) | Movimiento Nacional Juntos Podemos Partido Fuerza EC Unidos por Pastaza (Pastaza) Participa (Azuay) Independientes |

Fuente:

## Labor Legislativa y de Fiscalización
En el anexo se detallan las leyes aprobadas y la labor fiscalizadora del Tercer Período de la Asamblea Nacional.

## Autodepuración
La Asamblea Nacional realizó una autodepuración en su tercer período legislativo, mediante la destitución de tres asambleístas y la investigación a otros dos:

### Denuncia contra Sofía Espín
El 24 de septiembre de 2018, la asambleísta Sofía Espín y la abogada Yadira Cadena visitaron el centro de detención donde guardaba prisión Jéssica Falcón, policía convicta por el caso de secuestro contra el activista político Fernando Balda, en el cual está implicado el expresidente Rafael Correa. Falcón afirma que recibió ofertas de ayuda a cambio de no incriminar en el secuestro a mandos superiores.
El 13 de noviembre de 2018, Espín fue destituida con 94 votos.
El 27 de diciembre de 2018 se dictó prisión preventiva contra la asambleísta Sofía Espín por Oferta de realizar tráfico de influencias, medida revocada el 19 de enero de 2019 pero vuelta a confirmar el 23 del mismo mes.
En alguna fecha de enero de 2019, Sofía Espín escapó a Bolivia donde solicitó asilo.
En marzo de 2019, la Fiscalía General del Estado reformuló cargos contra Espín acusándola de fraude procesal. En diciembre de 2019, la Fiscalía se abstuvo de presentar acusación, quedando Espín liberada de todo cargo penal.

### Denuncia contra Norma Vallejo
Norma Vallejo fue acusada de cobrar "diezmos" o parte de su sueldo a sus colaboradores. Mientras el caso aún avanza en Fiscalía, fue denunciada para destitución por el asambleísta Fabricio Villamar.
La comisión multipartidista rechazó el cargo de "diezmos" pero la acusó de tramitar cargos públicos, por influencias en contrataciones en el IESS.
Vallejo alegó que su cabeza fue el resultado de un pacto político para salvar a otros asambleístas.
Durante su defensa, Vallejo culpó a Ana Galarza de encubrir inasistencias de sus asesores y de permitir que su esposo ingrese a instalaciones de la Asamblea sin autorización.
El 13 de noviembre de 2018, Vallejo fue destituida con 89 votos.

### Denuncia contra Elizabeth Cabezas
En marzo de 2019, Elizabeth Cabezas ejercía la Presidencia de la Asamblea Nacional, cuando recibió una llamada de la ministra de Gobierno, María Paula Romo, cuyo audio se hizo público, donde ella se refería a términos deshonrosos contra la bancada del Partido Social Cristiano y además buscó bloquear la investigación del caso INA Papers.
Se conformó una comisión multipartidista, que recomendó no destituirla. Finalmente, el Pleno ratificó su permanencia al alcanzar apenas 62 votos la moción de destitución (se necesitaba 70 votos).

### Denuncia contra Ana Galarza
A raíz de la denuncia de Norma Vallejo antes de ser destituida, el asambleísta Ronnie Aleaga presentó una denuncia contra Ana Galarza por mal uso de tarjetas de identificación de la Asamblea y por piponazgo en sus asesores. La comisión multipartidista recomendó sancionarla con falta administrativa (por uso de tarjetas de identificación), pero un informe de minoría recomendaba su destitución. El informe de la comisión no fue aprobado al lograr apenas 34 votos, mientras que el informe de destitución tuvo 94 votos. Galarza fue destituida el 7 de febrero de 2019.

### Denuncia contra Daniel Mendoza
En junio de 2020, las asambleístas Verónica Guevara y Tanlly Vera, por separado, denunciaron al asambleísta Daniel Mendoza por gestionar recursos públicos, tras haber sido detenido por su participación en una adjudicación dolosa de construcción de hospital en Pedernales, Manabí.
Vera pidió además que no se le pague remuneración mientras dura su juicio. El Consejo de Administración Legislativa resolvió la suspensión del sueldo, pero no ha iniciado el trámite de destitución.